# احمد چوپان
احمد چوپان فیلمی به کارگردانی و نویسندگی عباس کسایی محصول سال ۱۳۵۱ است.

## داستان
جبار (غلامرضا سرکوب) از قلدرهای روستا است که دائم مزاحم مریم (شهین) می‌شود. رضا (رضا بیک ایمانوردی) به واسطهٔ خواهرش از مریم خواستگاری می‌کند. وقتی مریم پسری به دنیا می‌آورد جبار مریم را می‌رباید و به کوه می‌برد. مریم به کمک یکی از افراد جبار می‌گریزد، و این در حالی است که شوهر و فرزندش احمد به تهران رفته‌اند. مریم به دنبال آنها به شهر می‌رود؛ اما رضا که به مریم بدگمان است او را از خود می‌راند. جبار رضا را به قتل می‌رساند و شایع می‌کند مریم قاتل شوهرش است. مریم دستگیر می‌شود و پدر مریم (محمدتقی کهنموئی) نوه اش احمد (رضا بیک ایمانوردی) را بزرگ می‌کند. پس از پنج سال مریم آزاد می‌شود و پدرش فوت می‌کند. جبار که برادرزادهٔ ارباب (هوشنگ بهشتی) است به آنجلا (لی لی)، دختر ارباب، علاقه دارد و احمد جلو او درمی آید. جبار از دختر لالی (گیتی فروهر) هتک حرمت می‌کند و احمد را به عنوان متجاوز معرفی می‌کند. آنجلا با جبار قرار ازداج می‌گذارد، اما در روز عروسی دختر لال راز خود را برملا می‌کند. جبار آنجلا را با تهدید می‌رباید و پس از تعقیب و گریز با شلیک گلولهٔ دختر از پادرمی آید. او قبل از مرگ به ستمی که در حق رضا و مریم و احمد و دختر لال کرده اعتراف می‌کند.

## بازیگران
- رضا بیک ایمانوردی
- شهین
- لی‌لی
- غلامرضا سرکوب
- هوشنگ بهشتی
- مارگریتا
- محمدتقی کهنمویی
- اکبر جنتی شیرازی
- محسن آراسته
- عباس منتجم شیرازی
- گیتی فروهر
- مهری ودادیان
- حسین ملکی
- حسین شهاب
- ذبیح‌الله ذبیح‌پور
- فرامرز محمودی
- حجت